# Малахов, Юрий Николаевич
Юрий Николаевич Малахов (1925—1944) — гвардии младший лейтенант, Герой Советского Союза, командир танкового взвода, 2-го танкового батальона 26-й гвардейской танковой Ельнинской бригады, (2-го гвардейского танкового Тацинского Краснознамённого ордена Суворова 2-й степени корпуса, 3-го Белорусского фронта).

## Биография
Родился в 1925 году в Оренбурге в семье рабочего. Русский. 
Жил в городе Акмолинск, откуда после окончания средней школы в январе 1943 года - был призван в Красную Армию. По путёвке комсомола был направлен в Полтавское танковое училище, и уже оттуда в мае 1944 года уехал на 3-й Белорусский фронт. Кандидат в члены КПСС с 1944 года. Боевое крещение получил под Оршей. С июня 1944 года до дня гибели, 20 октября 1944 года — воевал на 3-м Белорусском фронте, участвовал в освобождении Белоруссии, Литвы, разгроме врага на территории Восточной Пруссии.
6 июля 1944 года северо-западнее Минска настиг вражескую колонну. Первыми выстрелами подбил в голове и в хвосте колонны машины. Создав затор и вызвав панику среди гитлеровцев, Малахов расстреливал из пушки, пулемёта, давил гусеницами живую силу и технику врага. При этом было уничтожено четыре самоходки, до 100 автомашин и свыше 50 фашистов.
Отличившегося Юрия Малахова назначили командиром танкового взвода. Он и в последующих боях совершал подвиг за подвигом. Осенью сорок четвертого гвардейцы пересекли границу Восточной Пруссии и вели упорные бои с противником.
Командир бригады В. К. Шанин вспоминает:

— Это было 20 октября 1944 года: действуя в головном дозоре, командир танкового взвода Малахов ворвался в расположение врага, уничтожил немецкий танк «тигр» и гусеницами раздавил два противотанковых орудия, что обеспечило развертывание и успешное продвижение вперёд всего танкового батальона на западном берегу реки Писсы.

Продолжая дальнейшее наступление, взвод Малахова дерзкой атакой овладел переправой через реку Роминте, а затем, преодолев упорное сопротивление противника, ворвался в глубину его обороны и завязал неравный бой с шестью танками. Юрий поджёг две вражеские машины, гусеницами раздавил зенитную установку. Гитлеровцы усилили огонь по нашим танкам. Горящий танк Малахова как огненный смерч нёсся в свою последнюю атаку на вражескую батарею. Раздался сильный взрыв. Малахов погиб вместе с экипажем.
Похоронен в посёлке Калининское (у города Гусев) Калининградской области, где ему установлен обелиск.

## Награды
- Указом Президиума Верховного Совета СССР от 24 марта 1945 года за образцовое выполнение заданий командования и проявленные мужество и героизм в боях с немецко-фашистскими захватчиками гвардии младшему лейтенанту Малахову Юрию Николаевичу присвоено звание Героя Советского Союза посмертно.
- Орден Ленина.
- Медали.

## Память
- Навечно зачислен в списки личного состава танковой части.
- Имя Героя носит траулер калининградского рыболовного флота.
- В городе Астана, на здании школы, которую окончил Ю. Н. Малахов, установлена мемориальная доска, в этом же городе есть улица, названная в честь героя.
- В посёлке Калининское, напротив школы, стоит обелиск Герою; часть посёлка в народе называют посёлок Малахова[1].